# Mestaruussarja 1989
La Mestaruussarja 1989 fu l'ottantesima edizione della massima serie del campionato finlandese di calcio, la cinquantanovesima ed ultima come Mestaruussarja. Il campionato, con il formato a doppia fase e composto da dodici squadre, venne vinto dal Kuusysi.

## Squadre partecipanti
| Club         | Città       | Stagione 1988               |
| ------------ | ----------- | --------------------------- |
| Haka         | Valkeakoski | 6º posto in Mestaruussarja  |
| HJK          | Helsinki    | Campione di Finlandia       |
| Ilves        | Tampere     | 9º posto in Mestaruussarja  |
| Jaro         | Jakobstad   | 1º posto in I divisioona    |
| KePS         | Kemi        | 7º posto in Mestaruussarja  |
| KuPS         | Kuopio      | 11º posto in Mestaruussarja |
| Kuusysi      | Lahti       | 2º posto in Mestaruussarja  |
| MP           | Mikkeli     | 8º posto in Mestaruussarja  |
| OTP          | Oulu        | 10º posto in Mestaruussarja |
| Reipas Lahti | Lahti       | 4º posto in Mestaruussarja  |
| RoPS         | Rovaniemi   | 3º posto in Mestaruussarja  |
| TPS          | Turku       | 5º posto in Mestaruussarja  |

## Prima fase

### Classifica finale
|  | Pos. | Squadra      | Pt | G  | V  | N | P  | GF | GS | DR  |
|  | ---- | ------------ | -- | -- | -- | - | -- | -- | -- | --- |
|  | 1.   | Kuusysi      | 32 | 22 | 13 | 6 | 3  | 44 | 22 | +22 |
|  | 2.   | TPS          | 32 | 22 | 12 | 8 | 2  | 37 | 17 | +20 |
|  | 3.   | RoPS         | 30 | 22 | 11 | 8 | 3  | 42 | 20 | +22 |
|  | 4.   | Haka         | 27 | 22 | 11 | 5 | 6  | 34 | 22 | +12 |
|  | 5.   | HJK          | 25 | 22 | 10 | 5 | 7  | 28 | 20 | +8  |
|  | 6.   | Ilves        | 23 | 22 | 9  | 5 | 8  | 36 | 31 | +5  |
|  | 7.   | KuPS         | 23 | 22 | 9  | 5 | 8  | 30 | 30 | 0   |
|  | 8.   | Reipas Lahti | 20 | 22 | 8  | 4 | 10 | 44 | 42 | +2  |
|  | 9.   | MP           | 16 | 22 | 5  | 6 | 11 | 27 | 44 | -17 |
|  | 10.  | OTP          | 15 | 22 | 4  | 7 | 11 | 19 | 38 | -19 |
|  | 11.  | KePS         | 11 | 22 | 1  | 9 | 12 | 20 | 53 | -33 |
|  | 12.  | Jaro         | 10 | 22 | 3  | 4 | 15 | 25 | 47 | -22 |

Legenda:
      Ammesse alla fase per il titolo
      Ammesse alla fase per la salvezza
Note:
Due punti a vittoria, uno a pareggio, zero a sconfitta.

## Seconda fase

### Fase per il titolo
Alla fase per il titolo accedevano le squadre classificatesi dal primo al sesto posto della prima fase, portando tutti i punti conquistati al termine della prima fase.

#### Classifica finale
|  | Pos. | Squadra | Pt | G  | V  | N  | P  | GF | GS | DR  |
|  | ---- | ------- | -- | -- | -- | -- | -- | -- | -- | --- |
|  | 1.   | Kuusysi | 41 | 27 | 17 | 7  | 3  | 51 | 23 | +28 |
|  | 2.   | TPS     | 39 | 27 | 15 | 9  | 3  | 46 | 21 | +15 |
|  | 3.   | RoPS    | 34 | 27 | 12 | 10 | 5  | 45 | 27 | +18 |
|  | 4.   | Haka    | 30 | 27 | 12 | 6  | 9  | 38 | 30 | +8  |
|  | 5.   | HJK     | 29 | 27 | 11 | 7  | 9  | 36 | 28 | +8  |
|  | 6.   | Ilves   | 26 | 27 | 10 | 6  | 11 | 45 | 43 | +2  |

Legenda:
      Campione di Finlandia e ammessa alla Coppa dei Campioni 1990-1991
      Ammessa in Coppa UEFA 1990-1991
Note:
Due punti a vittoria, uno a pareggio, zero a sconfitta.

### Fase per la salvezza
Alla fase per la salvezza accedevano le squadre classificatesi dal settimo al dodicesimo posto della prima fase, portando tutti i punti conquistati al termine della prima fase.

#### Classifica finale
|  | Pos. | Squadra      | Pt | G  | V  | N  | P  | GF | GS | DR  |
|  | ---- | ------------ | -- | -- | -- | -- | -- | -- | -- | --- |
|  | 1.   | KuPS         | 29 | 27 | 12 | 5  | 10 | 39 | 37 | +2  |
|  | 2.   | Reipas Lahti | 27 | 27 | 11 | 5  | 11 | 56 | 48 | +8  |
|  | 3.   | OTP          | 22 | 27 | 7  | 8  | 12 | 31 | 43 | -12 |
|  | 4.   | MP           | 22 | 27 | 7  | 8  | 12 | 34 | 50 | -16 |
|  | 5.   | KePS         | 14 | 27 | 2  | 10 | 15 | 27 | 66 | -39 |
|  | 6.   | Jaro         | 11 | 27 | 3  | 5  | 19 | 27 | 59 | -28 |

Legenda:
      Vincitore della Suomen Cup 1989 e ammessa in Coppa delle Coppe 1990-1991
 Ammessa allo spareggio promozione-retrocessione
      Retrocessa in I divisioona
Note:
Due punti a vittoria, uno a pareggio, zero a sconfitta.

## Spareggio promozione/retrocessione
Lo spareggio promozione/retrocessione venne disputato dall'undicesima classificata in Mestaruussarja (il KePS) e dalla seconda classificata in I divisioona (il Kumu). La vincente era ammessa alla Veikkausliiga 1990, mentre la perdente veniva ammessa alla I divisioona 1990.
|      | Risultati |      | Luogo e data |
| ---- | --------- | ---- | ------------ |
| Kumu | 2-0       | KePS |              |
| KePS | 1-0       | Kumu |              |
|      |           |      |              |